# Юрасовка (Липецкая область)
Юра́совка — деревня в Тербунском районе Липецкой области России. Входит в состав Висло-Полянского сельсовета.

## География
Деревня находится в юго-западной части Липецкой области, в лесостепной зоне, в пределах Среднерусской возвышенности, к западу от реки Ломовечин, на расстоянии примерно 15 км (по прямой) к востоку-северо-востоку (ENE) от села Тербуны, административного центра района. Абсолютная высота — 215 м над уровнем моря.
Климат
Климат умеренно континентальный с теплым летом и умеренно морозной зимой. Годовое количество осадков — 450—500 мм. Средняя температура января составляет −9,5 °С, июля — +19,5 °С.
Часовой пояс
Деревня Юрасовка, как и вся Липецкая область, находится в часовой зоне МСК (московское время). Смещение применяемого времени относительно UTC составляет +3:00.

## Население
| 2009 | 2010 |
| ---- | ---- |
| 16   | ↗17  |

Гендерный состав
По данным Всероссийской переписи населения 2010 года, в гендерной структуре населения мужчины составляли 58,8 %, женщины — соответственно 41,2 %.
Национальный состав
Согласно результатам переписи 2002 года, в национальной структуре населения русские составляли 100 % из 30 чел.

## Улицы
Уличная сеть деревни состоит из одной улицы (ул. Юрасовка).